# Aroevliegenvanger
De aroevliegenvanger (Kempiella flavovirescens synoniem: Microeca flavovirescens) is een zangvogel uit de familie Petroicidae (Australische vliegenvangers). Het is een endemische vogelsoort van Nieuw-Guinea en de Aru-eilanden.

## Kenmerken
De vogel is 13 tot 14 cm lang. De vogel is van boven dof olijfkleurig groen en van onder gelig. De ondervleugel en de staart zijn donker olijfbruin. Het oog is donkerbruin met daaromheen een lichte, gele ring. De snavel is tweekleurig, van boven dof bruin en van onder vuilgeel tot oranje. De poten zijn ook dof geel tot bleek bruin.

## Verspreiding en leefgebied
Deze soort komt voor op de Aru-eilanden en in Nieuw-Guinea, waar hij voorkomt op de westelijk van het hoofdeiland gelegen eilanden en in een groot deel van het hoofdeiland, in bebost gebied in laagland en heuvelland onder de 1500 m boven zeeniveau. Het leefgebied is regenwoud of moessonbos, maar soms ook in aanplant van teakhout (Tectona) in laagland en heuvelland.

## Status
De aroevliegenvanger heeft een groot verspreidingsgebied en daardoor is de kans op de status  kwetsbaar (voor uitsterven) gering. De grootte van de wereldpopulatie is niet gekwantificeerd. Men veronderstelt dat de soort in aantal stabiel is. Om deze redenen staat deze "Australische" vliegenvanger als niet bedreigd op de Rode Lijst van de IUCN.